# Sultanato de Mogadiscio
El Sultanato de Mogadiscio (en somalí Saldanadda Muqdisho, en árabe: سلطنة مقديشو‎) (Siglos X-XVI) fue un imperio comercial medieval en el territorio de la actual Somalia. Fue uno de las mayores potencias en el Cuerno de África durante los siglos XII, XIII y XIV, antes de ser anexionado por el Sultanato Ajuran. El sultanato de Mogadiscio mantuvo una vasta red comercial, dominando el tráfico de oro y la acuñación de moneda en la región. Además, dejó un extenso legado arquitectónico en la actual Somalia del sur. Fue también un aliado clave del Sultanato de Adel.

## Historia

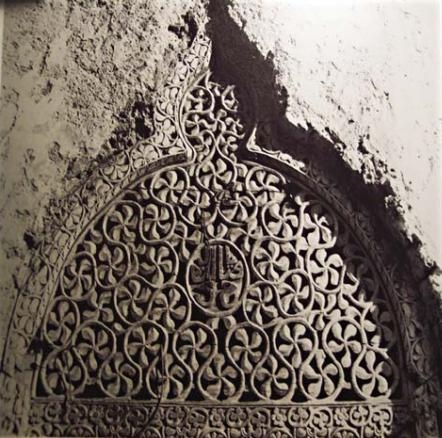
Entrada de una casa decorada con coral en Mogadiscio.

Según el Periplo del mar Eritreo, el comercio marítimo conectó a los somalíes de Mogadiscio con otras comunidades a lo largo de la costa del océano Índico desde fechas tan tempranas como el siglo I d. C. Se ha propuesto a Sarapion como el predecesor de Mogadiscio y principal foco de la región. Con la llegada de comerciantes musulmanes de la península arábiga desde 900, Mogadiscio se desarrolló como el centro comercial predominante de la región.
El nombre "Mogadiscio" parece derivar del árabe مقعد شاه Maq'ad Shah ("Sede del Shah"), una muestra de la influencia persa en la ciudad.
Por mucho tiempo, Mogadiscio fue la ciudad predominante en البربر Bilad al Barbar ("Tierra de los Bereberes"), según el término árabe medieval para el Cuerno de África. Tras visitar la ciudad, el historiador sirio del siglo XII Yaqut al-Hamawi escribió que estaba habitada por bereberes de piel oscura, antepasados de los actuales somalíes.
El Sultanato de Mogadiscio creció con la llegada de árabes emozeidi, una comunidad que se registra desde el siglo IX o X. Estos dieron paso a la dinastía Muzaffar, un gobierno somalí-árabe vinculado al poderoso Sultanato de Ajuran.

### Edad dorada
Durante sus viajes, Ibn Sa'id al-Maghribi (1213–1286) escribió que la ciudad era el principal centro islámico principal en la región. Posteriormente, el viajero marroquí Ibn Battuta visitó la costa somalí en 1331, cuando la ciudad estaba en el zenit de su prosperidad. Describió Mogadiscio como "una ciudad extremadamente grande" con muchos mercaderes ricos, famosos para sus tejidos de calidad que exportaban a Egipto entre otros sitios. Battuta afirma que la ciudad estaba gobernada por un sultán somalí, Abu Bakr ibn Sayx 'Umar, originario de Berbera en Somalia del norte pero que hablaba somalí (en palabras de Battuta, mogadiscio, el dialecto benadir del somalí) y árabe con fluidez. El sultán tenía un séquito de wazirs (ministros), expertos legales, comandantes militares, eunucos reales y otros funcionarios.
Las excavaciones arqueológicas han recuperado muchas monedas de lugares tan lejanos como China, Sri Lanka, y Vietnam. La mayoría de las monedas china datan de la Dinastía Song, aunque también se han encontrado del periodo Ming y Qing, según Richard Pankhurst.

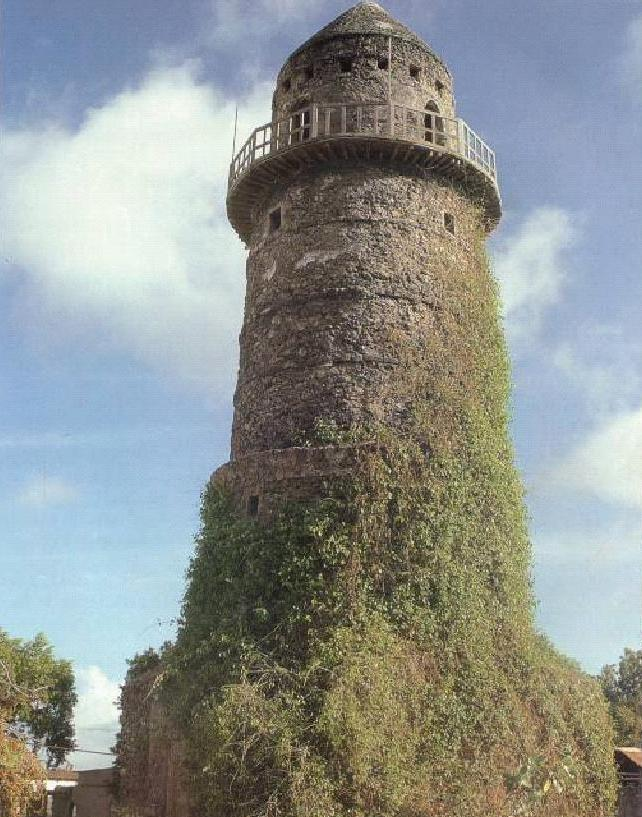
La torre Almnara en Mogadiscio, erigida durante Sultanato.

En 1416, Mogadiscio envió embajadores a rendir tributo a la dinastía Ming. El emperador Yongle envió al almirante Zheng He para escoltar a los embajadores en su vuelta. Visitó Mogadiscio y con Barawa en 1430 durante su cuarto viaje, regresando durante su quinto, sexto y séptimo viaje en el océano Índico.

### Periodo de Ajuran
Durante la Edad Media, Mogadiscio y otras ciudades somalíes quedaron bajo la zona de influencia del Sultanato Ajuran y vivieron una segunda edad de oro. Vasco da Gama, que pasó por Mogadiscio en el siglo XV la describió como una gran ciudad con casas de cuatro y cinco pisos, grandes palacios en su centro y muchas mezquitas con minaretes cilíndricos. En el siglo XVI, Duarte Barbosa notó que muchos barcos del Reino de Cambaya navegaban a Mogadiscio con telas y especias para vender por oro, cera y marfil. Barbaso también destacó la abundancia de carne, trigo, cebada, caballos, y fruta en los mercados costeros, fuente de enorme riqueza para los mercaderes. Mogadiscio, centro de una próspera industria llamada toob benadir (especializado en exportar a los mercados de Egipto y Siria) comerciando a través del mar arábigo siendo puertos como Mogadiscio claves durante la Edad Media tardía. Ross E. Dunn describe Mogadiscio y otros asentamientos musulmanes de África Oriental como "una especie de América medieval, una tierra fértil bien dotada de oportunidades económicas y un refugio frente a las sequías, hambrunas, superpoblación y guerra en casa."
Según el explorador de siglo XVI León el africano, el sultanato de Mogadiscio (Magadazo) era la ciudad del reino de Adea, al sur del Sultanato de Adal y al este del Imperio de Abisinia. Estaba gobernado por una aristocracia islámica que pagaba tributo al rey cristiano de Abisinia. León el africano también indica que los habitantes nativos de Adea tenían los mismos orígenes que los del norteño sultanato de Adal. Eran generalmente de tez oliva o más oscura, solían ir sin camisas con sarongs y usaban el árabe como lingua franca. Su armamento constaba de lanzas, lazos y flechas. La mayoría era musulmanes aunque hace notar que pervivían aún religiones tradicionales beduinas y existía una minoría cristiana del reino abisinio del interior. Magadazo era una ciudad rica bien construida con un importante comercio con Adén y Cambay, entre otros reinos. Estaba rodeada por fortificaciones de piedra. Inicialmente, estas protegían contra amenazas provenientes del interior, pero posteriormente se ampliaron con un tramo marítimo para proteger la ciudad de los piratas paganos cafri (negros) y los exploradores portugueses.

## Comercio
Los mercaderes somalíes de Mogadiscio establecieron una colonia en Mozambique para extraer oro de las minas en Sofala.

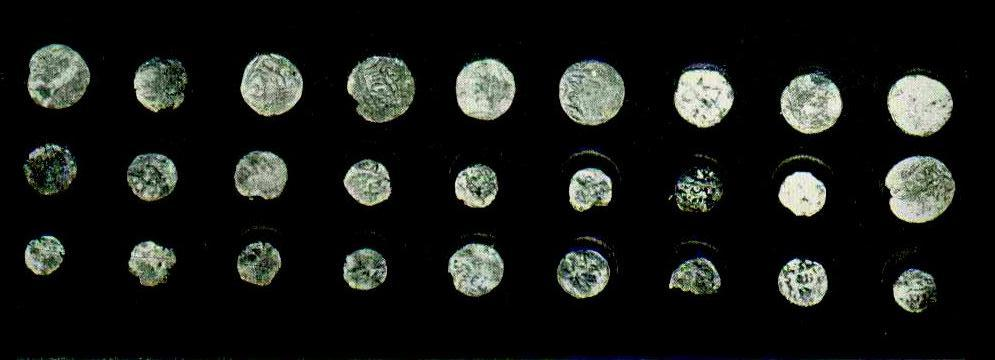
Monedas de Mogadiscio.

Durante el siglo XIV, Mogadiscio acuñó su propia moneda para su imperio comercial medieval en el océano Índico, centralizando su hegemonía comercial. La moneda portó los nombres de los veintitrés sucesivos sultanes de Mogadiscio. Las piezas más antiguas datan de 1323-24 y llevan en el nombre de Abu Bakr ibn Muhaamad, entonces sultán de Mogadiscio. En el anverso de las monedas se grabaron los nombres de las cuatro califas del califato ortodoxo. Otras monedas seguían los estilos fatimí y otomano. Las monedas mogadiscias llegaron lejos siguiendo las rutas comerciales del Índico, habiendo sido encontradas en los actuales Emiratos Árabes Unidos, donde se desenterró una moneda del siglo XV. Otras piezas de bronce han sido halladas en Belid, cerca de Salalah en Dhofar. Las monedas continuaron siendo acuñadas hasta el siglo XVIII.
A la llegada de un barco al puerto de Mogadiscio, era habitual que se acercaran pequeñas barcas para ofrecer pertrechos y hospitalidad a los mercaderes. Si un mercader aceptaba tal una oferta, entonces era obligatorio que se alojara en la casa de dicha persona y aceptara sus servicios como agente de ventas para cualquier negocio en Mogadiscio.

## Sultanes de Mogadiscio
La lista de sultanes de Mogadiscio es conocida principalmente por las monedas acuñadas en el sultanato, que indicaba los nombres. Aun así, sus fechas de sucesión y las relaciones genealógicas son discutidas. La fundación del sultanato es atribuida a Fakr ad-Din, vinculado con el Sheikh Abadir Umar ar-Rida, patrón de Harar. A partir de las monedas que se han podido datar se ha recompuesto la siguiente lista de sultanes. La primera fecha indica el calendario islámico y la segunda calendario juliano; las fechas están solo en el calendario juliano.
| #  | Sultán                   | Reinado                                              | Notas                                                            |
| -- | ------------------------ | ---------------------------------------------------- | ---------------------------------------------------------------- |
| 1  | Abu Bakr b. Fakhr ad Din | fl 1250                                              | Fundador del sultanato y de su dinastía, la Casa de Fakr ad Din. |
| 2  | Abu Bakr b. Muhammad     | fl 722/1322-1323                                     | Gobernaba cuando Ibn Battuta visitó el reino en 1331.            |
| 3  | Al-rahman b. al-Musa'id  | Probablemente siglo VII/siglo XIV                    |                                                                  |
| 4  | Yusuf b. Sa'id           | fl siglo VIII/siglo XIV                              |                                                                  |
| 5  | Sultán Muhammad          | fl siglo VIII/siglo XIV                              |                                                                  |
| 6  | Rasul b. 'Ali            | fl siglo VIII/siglo XIV                              |                                                                  |
| 7  | Yusuf b. Abi Bakr        | fl siglo VIII/siglo XIV                              |                                                                  |
| 8  | Malik b. Sa'id           | Fechas desconocidas, estilo del siglo VIII/siglo XIV |                                                                  |
| 9  | 'Umar                    | fl siglo IX.º/siglo XV (?)                           |                                                                  |
| 10 | Zubayr b. 'Umar          | fl c. siglo IX.º/siglo XV                            |                                                                  |